# 외분비샘
외분비샘(外分泌~, 영어: exocrine gland) 또는 외분비선(外分泌腺)은 분비물을 외부로 연결된 관을 통해 분비하는 기관이다. 내분비샘은 따로 분비관이 따로 없지만, 외분비샘은 따로 있다. 외분비샘에 해당하는 예는 침샘, 땀샘, 소화샘 등이 있다.

## 같이 보기
- 내분비샘
- 샘 (기관)
- 내분비계
- 외분비계